# YK건기배
YK건기배는 건설기계 전문업체인 YK건기가 후원하고 한국기원이 주최·주관한다. 한국기원 소속 모든 프로기사에게 문호를 개방하는 종합기전이다. 또한 아마추어에게도 출전 기회를 제공한다.

## 대회 방식
- 아마 선발전에는 연구생 상위 랭커 24명(1∼22위, 여자 연구생 1∼2위)과 아마추어 상위 랭커 18명 등 총 42명이 참가해 상위 6명을 뽑는다. 아마추어 선발전을 통과한 6명은 한국기원 소속 전문기사들과 통합 예선전을 치르게 된다.
- 본선은 통합 예선전을 통과한 6명, 국내 랭킹 상위 2명에게 시드를 제공한다. 또 후원사 추천 시드로 20세 이하 신예 기사 1명과 여자기사 1명이 본선에 합류한다.
- 본선은 10명의 기사가 풀리그를 펼친 뒤 상위 1, 2위가 결승 3번기로 우승자를 가린다.

## 대국 규정
- 각자 10분 착수시 20초추가 피셔방식 (2기부터 적용)

## 대회 상금
- 우승 상금은 5천만원, 준우승 상금은 2천만원.

## 역대 우승자
| 회수 | 연도 | 우승        | 전적 | 준우승      |
| ---- | ---- | ----------- | ---- | ----------- |
| 1    | 2022 | 강동윤 九단 | 2:0  | 박정환 九단 |
| 2    | 2023 | 신진서 九단 | 3:0  | 신민준 九단 |